# ヴェヌーシア・T60
T60は、東風日産が製造し、ヴェヌーシアブランドで販売しているSUV。2018年に中国で発売。

## 概要
2018年、広州モーターショーにて「T60」を発表、発売された。